# Herklotsichthys dispilonotus
Herklotsichthys dispilonotus és una espècie de peix pertanyent a la família dels clupeids.

## Descripció
- Pot arribar a fer 8,5 cm de llargària màxima (normalment, en fa 7).
- 13-21 radis tous a l'aleta dorsal i 12-23 a l'anal.[5][6]

## Hàbitat
És un peix marí i d'aigua salabrosa, pelàgic-nerític i de clima tropical (20°N-9°S, 98°E-129°E) que viu entre 0-50 m de fondària.

## Distribució geogràfica
Es troba al Pacífic occidental central: el golf de Tailàndia, les illes Filipines i Indonèsia.

## Observacions
És inofensiu per als humans.